# Nußdorf-Debant
Nußdorf-Debant is een gemeente in de Oostenrijkse deelstaat Tirol, en maakt deel uit van het district Lienz.
Nußdorf-Debant telt 3220 inwoners.
Abfaltersbach ·
Ainet ·
Amlach ·
Anras ·
Assling ·
Außervillgraten ·
Dölsach ·
Gaimberg ·
Heinfels ·
Hopfgarten in Defereggen ·
Innervillgraten ·
Iselsberg-Stronach ·
Kals am Großglockner ·
Kartitsch ·
Lavant ·
Leisach ·
Lienz ·
Matrei i. O. ·
Nikolsdorf ·
Nußdorf-Debant ·
Oberlienz ·
Obertilliach ·
Prägraten am Großvenediger ·
Sankt Jakob in Defereggen ·
Sankt Johann im Walde ·
Sankt Veit in Defereggen ·
Schlaiten ·
Sillian ·
Strassen ·
Thurn ·
Tristach ·
Untertilliach ·
Virgen
- Gemeinsame Normdatei: 4997666-7
- MusicBrainz: 5f8207fa-bb9b-4aeb-bf15-805018a79b8e
- Virtual International Authority File: 237480065
- WorldCat: E39PBJbWtDGmYXfhq7P9QpT8md